# 道命
道命（日语：／ Dōmyō，974年—1020年7月26日）是日本平安時代僧人和歌人，為阿闍黎，曾任天王寺別當，出自於藤原北家九條流，其父是正二位大納言藤原道綱。和歌方面，他有57首作品收錄於敕撰和歌集，初次收錄是《後拾遺和歌集》，為中古三十六歌仙之一。

## 生平
根據九條家本《小右記》目錄記載，由於道命在寬仁4年7月4日（1020年7月26日）死去時是47歲，因此可以得知其生於天延2年（974年），然而作為藤原道綱母的長孫，其出生事蹟未見於《蜻蛉日記》內。道命之父是藤原道綱，其母根據《尊卑分脈》記載是中宮少進近廣之女，《中古歌仙三十六人傳》稱是中宮少進源廣女郎家女房，上村悅子在書陵部藏鷹司城南館舊藏新古今和歌集的作者註釋中則指道命之母是中宮大夫從五位下源廣之女，「家女房」根據岡一男的說法是指藤原兼家本邸的侍女。此外，根據《寺門高僧記》記載，道命也是藤原道長的猶子。
根據收錄於《道命阿闍梨集》內和歌（新編國歌大觀編號34和35）的詞書記載，道命在永觀元年（983年）時已經出仕於當時仍未登基的花山天皇。根據永祚2年2月14日（990年3月13日）的太政官牒記載，道命當時已經出家三年，反映他在永延元年（987年）出家，理由推測是追隨在寬和之變時出家的花山天皇。根據《元亨釋書》記載，道命以天台座主良源為師，然而由於良源在永觀3年正月3日（985年1月26日）已經死去，因此柏木由夫認為他是以天台座主尋禪為師，並且在妙香院修行。
長保3年11月1日（1001年11月18日），道命獲任命為總持寺阿闍梨。翌年10月22日至10月25日（1002年11月28日至12月1日），根據《本朝世紀》記載，他與如源、念覺和心譽等僧人一同在東三條院的法華八講中負責錫杖。寬弘元年12月3日（1005年1月15日），根據《權記》記載，他與天台座主覺慶、禪林寺僧都深覺、法住寺律師如源等人一同受邀參與內大臣藤原公季的新抄佛經供養。長和5年正月18日（1016年2月28日），根據《法中補任》記載，他就任為天王寺別當。寬仁4年7月4日（1020年7月26日），道命死去。

## 人物

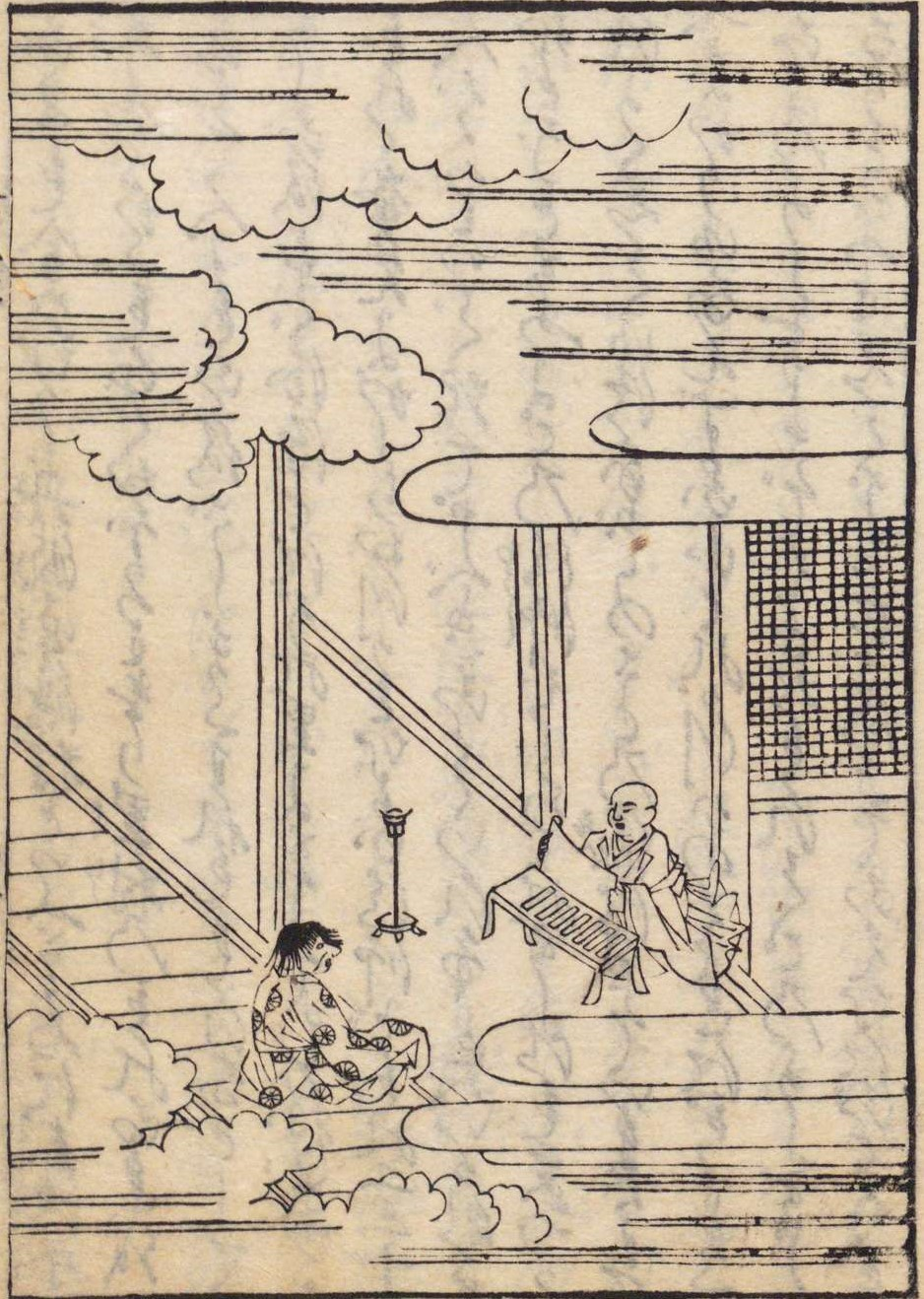
《宇治拾遺物語》萬治2年（1659年）刊本中的道命和五條之齋

道命擅長誦經，根據《今昔物語集》卷第十二之三十六記載，他在法輪寺誦讀《法華經》時，金峰山的藏王、熊野權現、住吉大明神和松尾大明神也前來聽其誦經，《大日本國法華驗記》也記載有住吉大明神和松尾大明神均讚嘆道命的誦經，《宇治拾遺物語》卷第一之一則記載梵天、帝釋天和五條之齋均聽其誦經，《古事談》卷第三、《雜談集》卷第七和《東齋隨筆》等也有似的記載。《今昔物語集》也指道命為了結緣而前往書寫山造訪性空時，其誦經讓性空不禁飲泣起來。
道命也擅長談笑，《今昔物語集》卷第十二之三十六記載有他跟當時貧苦的源賴清開玩笑的事蹟。此外，根據《宇治拾遺物語》記載，道命是好色的破戒僧，曾經與和泉式部發生關係。《古今著聞集》三一八和《寶物集》等也有記載兩人的關係，及至室町時代的御伽草子《和泉式部》更虛構道和泉式部是道命之母，《沙石集》則記載好色的是和泉式部，她為了引誘道命而前往求見時被拒諸門外。

## 和歌
| 敕撰和歌集     | 新編國歌大觀編號                                                                |
| -------------- | ------------------------------------------------------------------------------- |
| 後拾遺和歌集   | 103、182、198、199、270、618、626、627、633、663、772、785、885、886、887、1075 |
| 詞花和歌集     | 4、32、58、128、134、215、222、231、387                                         |
| 千載和歌集     | 98、151、268、356、487、553、1031、1062、1180                                   |
| 新古今和歌集   | 90、872、1639、1645                                                             |
| 續後撰和歌集   | 1241                                                                            |
| 續古今和歌集   | 1416、1437、1741                                                                |
| 玉葉和歌集     | 2244、2297                                                                      |
| 續千載和歌集   | 609                                                                             |
| 續後拾遺和歌集 | 158、1059                                                                       |
| 風雅和歌集     | 47、814                                                                         |
| 新千載和歌集   | 785、1889                                                                       |
| 新拾遺和歌集   | 281、850、1801                                                                  |
| 新後拾遺和歌集 | 84                                                                              |
| 新續古今和歌集 | 981、1561                                                                       |

道命是中古三十六歌仙之一，總共有57首和歌收錄於敕撰和歌集，作品多創作於花山天皇在世時以至其駕崩的寬弘5年（1008年）期間，歌風輕描灑脫，擅於臨場發揮，以使用掛詞且帶有玩味的和歌為特色。道命在《梁塵秘抄》也獲評為擅於和歌，與柿本人麻呂、山部赤人、小野小町、凡河內躬恒、紀貫之、壬生忠岑、遍昭、和泉式部齊名。另外，他與赤染衛門、藤原公任、藤原定賴和藤原保昌等人也有交流。

## 家集
道命的家集是《道命阿闍梨集》，推測由道命自行編撰而成，沒有按分類或時期排序，收錄有320首和歌，涵蓋8組16句連歌，道命的作品佔其中的257首，另有24首重複歌以及34首其他歌人的作品等等，題材包括櫻花和小杜鵑，季節則以春天和五月為主，由於家集僅收錄有31首敕撰歌，《後拾遺和歌集》、《詞花和歌集》、《千載和歌集》、《續後拾遺和歌集》、《風雅和歌集》、《新拾遺和歌集》和《新後拾遺和歌集》的部分作品均沒有收錄於家集內，因此推測家集原本收錄有更多和歌。版本方面，家集分為宮內廳書陵部藏道命阿闍梨集（書架編號501・176）、宮內廳書陵部藏道命法師集（書架編號501・710）、冷泉家時雨亭文庫藏承空自筆本道命阿闍梨集以及谷山茂舊藏傳岩崎美隆舊藏京都女子大學藏本道命法師集（書架編號090・Ta88・487）。
宮內廳書陵部藏道命阿闍梨集（書架編號501・176）推測抄寫自冷泉家時雨亭文庫藏承空自筆本，為長17.3厘米，寬17.5厘米的枡型列帖裝，成書於江戶時代初期，第一頁中央寫有「道命阿闍利集」，第二頁中央是寫有「道命闍梨集」內題，料紙是五色鳥之子紙。正文一面十行，和歌分兩行書寫，詞書隔兩個空格，59頁著墨，卷末有兩頁白紙。根據奧書記載，此版本校對於建仁2年4月16日（1202年5月9日），並且由承空在永仁5年正月19日（1297年2月12日）於北尾往生院抄寫而成。此外，奧書也寫有道命的勘物。除了320首收錄歌外，卷末尚有5首和歌，分別是推測為道命的一首和歌、收錄於《古今和歌集》和《拾遺和歌集》內詠人不知的各一首以及中務和小野小町收錄於《續後撰和歌集》內的各一首。
宮內廳書陵部藏道命法師集（書架編號501・710）是袋綴，題簽出自於靈元天皇手筆，寫有「道命法師集」，成書於江戶時代初期，為美濃判，料紙是楮紙，和歌一行書寫，內容雖然與宮內廳書陵部藏道命阿闍梨集（書架編號501・176）大同小異，不過有部分缺漏。冷泉家時雨亭文庫藏承空自筆本道命阿闍梨集是長14.5厘米，寬21.7厘米的紙縒袋綴，封面中央是寫有「道命闍梨集」的外題，左下角有承空本獨有的花押，一面十七至二十二行，和歌一首按上下句分兩行書寫，31頁著墨，相對於採用平假名的宮內廳書陵部的兩種藏本，此版本則為片假名。
谷山茂舊藏傳岩崎美隆舊藏京都女子大學藏本道命法師集（書架編號090・Ta88・487）長27.4厘米，寬18.7厘米，外題是「道命法師集」，沒有內題，收錄有316首和歌，54頁著墨，卷末有一頁白紙，相對於承空本，此版本缺少第146首的詞書、第155首至157首和歌、第234首的詞書以及和歌、第249首和歌、第299首和歌、第307首的詞書、卷末增補歌和建仁奧書等等。與此同時，此版本也有承空本沒有的第107首下半句、第135首和第136首之間的詞書與和歌一首、第203首的詞書開首部分、第244首的詞書與和歌之間的詞書與和歌一首以及此版本獨有的奧書「道命集 本云治承四年二月十七日（1180年3月14日）自筆寫了」，第313首則變為連歌。
| 版本                                           | 翻刻本                                                                                | 影印版                           | 微縮膠片 |
| ---------------------------------------------- | ------------------------------------------------------------------------------------- | -------------------------------- | -------- |
| 宮內廳書陵部藏道命阿闍梨集（書架編號501・176） | 桂宮本叢書 私家集二 道命阿闍梨集 本文與總索引 私家集大成 中古Ⅰ 新編國歌大觀 私家集編Ⅲ | —                                | [ 23 ]   |
| 宮內廳書陵部藏道命法師集（501・710）           | —                                                                                     | —                                | [ 24 ]   |
| 冷泉家時雨亭文庫藏承空自筆本道命阿闍梨集       | 新編私家集大成 大妻女子大學紀要―文系―                                                 | 冷泉家時雨亭叢書 承空本私家集 中 | —        |

## 文化財
| 名稱                                     | 名義             | 所藏             | 指定日期     | 指定類型   | 參考資料      |
| ---------------------------------------- | ---------------- | ---------------- | ------------ | ---------- | ------------- |
| 冷泉家時雨亭文庫藏承空自筆本道命阿闍梨集 | 私家集（承空本） | 冷泉家時雨亭文庫 | 1987年6月6日 | 重要文化財 | [ 26 ] [ 20 ] |

## 註解
1. ↑  阿部俊子（日语：阿部俊子 (国文学者)）稱是源近廣[1]。
2. ↑  源廣是源善（日语：源善）之孫，源義或源勸之子，上村悅子基於《權記（日语：権記）》長保6年正月5日（1004年1月29日）條，推測為源義之子。
3. ↑  詞書是指寫在和歌前的一些語句，用於說明該和歌的主題或寫作動機等等[5]。
4. ↑  五條之齋即現京都府京都市下京區藪下町的松原道祖神社[9]。

## 外部連結
- . kotobank （日语）.
- . 國書數據庫（日语：国文学研究資料館） （日语）.